# Kit & Buggy Service
Kit & Buggy Service bzw. Kit og Buggy Service ist ein dänischer Hersteller von Automobilen.

## Unternehmensgeschichte
Das Unternehmen aus Højbjerg ist seit 1987 oder 1991 ein Vertriebs-, Service- und Beratungsunternehmen im Kraftfahrzeugsegment, spezialisiert auf Fahrzeuge von VW mit luftgekühlten Motoren. Außerdem entstehen Kits und Kit Cars. Der Markenname lautet KB.

## Fahrzeuge
Das Unternehmen bietet Kit Cars an. Zur Wahl stehen Buggys und Nachbauten des Porsche 356 Speedster. Basis dieser Fahrzeuge sind Fahrgestelle vom VW Käfer. Für den Antrieb sorgen die originalen Vierzylinder-Boxermotoren.